# Yellowjackets
Pour les articles homonymes, voir Yellow Jackets et Yellowjackets (série télévisée).
Les Yellowjackets sont un quartet de jazz fusion américain, basé à Los Angeles.

## Biographie
À l'origine, The Robben Ford Group, formé en 1977, regroupe autour du guitariste Robben Ford, Russell Ferrante aux claviers, Jimmy Haslip à la basse et Ricky Lawson à la batterie pour enregistrer Inside Story. Russell Ferrante, Jimmy Haslip et Ricky Lawson forment alors en 1981 le groupe des Yellowjackets à l'intérieur du groupe de Robben Ford, lequel s'éloigne progressivement du nouveau noyau pour mener d'autres projets, pour finalement être remplacé par le saxophoniste Marc Russo. Ricky Lawson quitte à son tour le groupe en 1986 pour partir en tournée avec Lionel Richie.
Avec les membres fondateurs Russell Ferrante et Jimmy Haslip, auxquels s'ajoute le batteur Will Kennedy, le groupe trouve son propre son R&B. Lorsqu'en 1991, Marc Russo quitte le groupe, Bob Mintzer (saxophone ténor et clarinette basse), déjà reconnu dans le milieu du jazz, le remplace. Après Warner Brothers et MCA, les Yellowjackets signent chez le label Heads Up pour leur double-CD live Mint Jam en 2002, après l'arrivée du nouveau batteur Marcus Baylor. En 2003, ils sortent leur premier album studio depuis cinq ans, Time Squared, suivi en 2005 de Altered State. Trois ans plus tard, le groupe célèbre son vingt-cinquième anniversaire avec la sortie de leur album live Twenty Five. 2008 les voit collaborer avec le guitariste Mike Stern pour un album en commun intitulé Lifecycle.En 2010, Marcus Baylor quitte le groupe, pour mener des projets plus personnels. Il n'est remplacé par nul autre que celui qui l'avait précédé ... William Kennedy qui reprend les fûts pour l'album "Timeline" sorti en 2011.
En 2012 Jimmy Haslip, le bassiste fondateur du groupe, cède sa place à Felix Pastorius, fils du légendaire musicien Jaco Pastorius.

## Discographie

### Albums
- Yellowjackets (1981)
- Mirage A Trois (1983)
- Samurai Samba (1985)
- Shades (1986)
- Four Corners (1987)
- Politics (1988)
- The Spin (1989)
- Greenhouse (1991)
- Live Wires (1992)
- Like A River (1993)
- Run For Your Life (1994)
- Dreamland (1995)
- Blue Hats (1997)
- Club Nocturne (1998)
- Mint Jam (2001)
- Time Squared (2003)
- Peace Round: A Christmas Celebration (2003)
- Altered State (2005)
- Twenty-Five (2006)
- Lifecycle avec Mike Stern (2008)
- Timeline (2011)
- A Rise In The Road (2013)
- Cohearance (2016)
- Raising our voice (2018)

### Compilations/Coffrets
- Collection (1995)
- Priceless Jazz Collection (1998)
- Best of Yellowjackets (1999)

## Membres actuels
- Russell Ferrante - clavier (musique)s, synthétiseurs
- Bob Mintzer - saxophones, clarinette basse, EWI (depuis 1991)
- Will Kennedy - batterie, percussions (retour en 2010)
- Felix Pastorius - basse

## Anciens membres
- Robben Ford - guitare (1977-1978)
- Ricky Lawson - batterie (1977-1986)
- Marc Russo - saxophones (1985-1989)
- Will Kennedy - batterie (1987-1999)
- Peter Erskine - batterie (1999)
- Terri Lyne Carrington - batterie(2000)
- Marcus Baylor - batterie, percussions (2000-2010)
- Jimmy Haslip - basse
- Lenny Castro - percussions